# 都市と星
『都市と星』（としとほし、英：The City and The Stars）は、アーサー・C・クラークの長編小説、SF小説。

## 概要
1956年に出版された。日本では2009年に酒井昭伸による新訳版がハヤカワ文庫から刊行されている。クラークが初期の作品「Against the Fall of Night」を大幅に書き直したもので、これは「都市と星」が刊行されたのちも増刷が続けられるほどの人気があった。クラークは精神科医と患者が同じ小説について話していた時に、実はそれぞれ「Against the Fall of Night」と「都市と星」を読んでいたことに気づかなかった、というエピソードを語っている

## あらすじ
ダイアスパーは巨大なドーム状の構造の建築物の内側にある都市であり、それは数億年の間中央コンピュータによって統御され、住居や街並み、人間という生命体に至るまで勝手に作り上げられ、勝手に修復されるという、人工的な、老いることのない都市だった。ダイアスパーに暮らす主人公の少年アルヴィンは、仲間たちとともに体感型のゲームで遊んだりと何一つ不自由ない生活を送っていたが、「ダイアスパーの外に出たい」という大きな願望を持っていた。

## 登場人物
アルヴィン(Alvin)
主人公。ダイアスパーの住民の中でも数少ない「前世」の記憶を持たない「特異(Unique)タイプ」で、ダイアスパーの住民なら忌避するはずの「ダイアスパーの外」への強い憧れを持つ。「ローランの塔」でダイアスパーの外の光景を目の当たりにし、「道化師」ケドロンとの邂逅を通じて、やがてダイアスパーの外にある「リス」の存在と、さらに双方のルーツをさかのぼって、大きく両者の運命を左右することになる。
ケドロン(Khedron)
アルヴィンと同じく特異タイプであり、その役割は長大なダイアスパーの歴史において、定期的に出現してはその均一化した社会をかき乱す道化師(Jester)。アルヴィンがリスへ行くきっかけを作った張本人だが、自らメモリーバンクのデータに戻る。
ジェセラック
アルヴィンの師であり、アルヴィンに対して彼が特異タイプであることや、ダイアスパーの歴史について教える。
エリストン、エタニア
アルヴィンの両親だが、ダイアスパーの住民は全員が「創造の館」から生まれてくるため、血縁関係はない。アルヴィンとは離れた場所で暮らしている。
アリストラ
アルヴィンの恋人。ほかの男と異質のたたずまいのアルヴィンを愛しており、彼とケドロンを尾行する。
セラニス
リスの村「エアリー」の村長に当たる女性。ダイアスパーから延びる地下道の鉄道に乗ってやってきたアルヴィンを歓迎するが、リスの存在の秘密を守るためにダイアスパーに戻ろうとするアルヴィンの記憶を削除、上書きをしようとする。
ヒルヴァー(Hilvar)
エアリーに住む少年で、セラニスの言いつけでアルヴィンとリスやシャルミレインを旅するさい、同行する。容貌が整っていることが当たり前のダイアスパーで生まれ育ったアルヴィンが少しひるむほどには美しくない容姿をしているが、アルヴィンとは意気投合する。
ヤーラン・ゼイ
ダイアスパーの創設者とされる人物。

## 用語
ダイアスパー(Diaspar)
広大な砂漠に位置する、ドーム状の構造に覆われた都市。中央コンピューターが管理しており、生命体や建造物に至るまで勝手に作られ、修復されていく。住民は「創造の館」と呼ばれる場所から生まれ、やがて長い時を過ごしたのち、またそこに戻るというサイクルを繰り返すが、その記憶は中央コンピューターのメモリーバンクに保存されており、住民は全員が「前世」を持っている。
リス(Lys)
ダイアスパーの外にある人間の暮らす世界で、アルヴィンが訪れた「エアリー」は数あるリスの村のひとつ。ダイアスパーからリスへ行く方法は、都市の地下に広がるトンネル・ネットワークのハブから出発する電車に乗るしか方法がない。ダイアスパーの人間と違って寿命があり、ヒルヴァーのような容貌の優れない個体もいる。住民同士はテレパシーで会話をすることが可能。

## 書誌情報
- アーサー・C・クラーク著、酒井昭伸訳『都市と星(新訳版)』ハヤカワ文庫 2009年 ISBN 9784150117245